# Bruine bosglimmer
De bruine bosglimmer (Amara brunnea) is een keversoort uit de familie loopkevers (Carabidae). De wetenschappelijke naam van de soort werd in 1810 gepubliceerd door Leonard Gyllenhaal.